# روث ويس
روث ويس (اليديشية: רות װײַס؛ روث روسكيز؛ من مواليد 13 مايو 1936) هي كاتبة وأكاديمية يهودية صهيونية كندية وأستاذة مارتن بيريتز في الأدب اليديشي وأستاذة الأدب المقارن الفخرية في جامعة هارفارد وباحثة في الأدب اليديشي والتاريخ والثقافة اليهودية. ومؤلفة كتاب "اليهود والسلطة".
قدمت مساهمات كبيرة في الأدب اليديشي كباحثة ومحررة حصلت على درجة الماجستير من جامعة كولومبيا ودرجة الدكتوراه من جامعة مكغيل. بدأت التدريس في جامعة مكغيل عام 1968 حيث ساعدت في تأسيس قسم الدراسات اليهودية الرائد في الجامعة؛ بدأت التدريس في جامعة هارفارد في عام 1993. شغلت منصب رئيسة جمعية الدراسات اليهودية من عام 1985 إلى عام 1988. كانت أول رئيسة تحرير لمكتبة الكلاسيكيات اليديشية ونشرت عددًا من مختارات الأدب اليديشي. كما كتبت تعليقات سياسية، وأشهرها إذا لم أكن لنفسي... الخيانة الليبرالية لليهود. فازت بجائزة الكتاب اليهودي الوطني عام 2000، عن كتابها "الشريعة اليهودية الحديثة". حصلت على الميدالية الوطنية للعلوم الإنسانية من الرئيس الأمريكي جورج دبليو بوش عام 2007 خلال حفل أقيم في البيت الأبيض، لا يتنافس الحائزون على هذه الجائزة، ولكن يتم اختيارهم خصيصًا من قبل الرئيس لإنجازاتهم طوال حياتهم في مجالات متنوعة كتكريم للأفراد أو المجموعات التي ساهمت أعمالهم في تعميق فهم الأمة للعلوم الإنسانية وتوسيع مشاركة في التاريخ والأدب واللغات والفلسفة وغيرها من موضوعات العلوم الإنسانية.
على خلفية حرب الإسرائيلية على غزة، وصفت أحداث 7 أكتوبر "اليوم الأكثر دموية لليهود منذ الهولوكوست"، في الوقت الذي ترى فيه أنه لا يمكن فصل معاداة الصهيونية عن معاداة السامية، بل تعتبر معاداة الصهيونية أخطر على اليهود من تحالف المعادية للسامية المحرك لصعود النازية، حيث عملت تحالفات الإسلامية في الشرق الأوسط، وفي الأمم المتحدة، وداخل الديمقراطيات الغربية على تأجيج الكراهية إسرائيل، وانها حرب إيديولوجية ضد اليهود وإسرائيل تميزها عن الصراعات الدولية الأخرى، مثل الغزو الروسي لأوكرانيا وذلك لأن معاداة الصهيونية هي الذراع الأيديولوجي للنضال الحضاري ضد ما تبقى من العالم الحر، حيث تعتبر الولايات المتحدة هدفه النهائي.

## نشأتها
ولدت ويس في عائلة يهودية، في تشيرنوفيتش في ما يعرف اليوم بأوكرانيا، ولكنها كانت آنذاك جزءًا من رومانيا. كان والدها ليتواني ذهب إلى تشيرنيفتسي لبدء مصنع للمطاط. خارج من البلاد مع تقدم الروس في عام 1940، وانتقلت العائلة إلى لشبونة باعتبارهم "أشخاصاً بلا جنسية". ومن هناك ذهبوا إلى مونتريال، حيث اشترت الأسرة مصنعاً للنسيج متهالكاً، حيث كانت الحكومة الكندية ترحب بالمهاجرين اليهود لخلق فرص العمل. نشأت في مونتريال بكندا حصلت على درجة البكالوريوس من جامعة مكغيل عام 1957، وبتشجيع من الشاعر اليديشي الشهير أبراهام سوتزكيفر، تابعت دراستها العليا في الدراسات اليديشية في جامعة كولومبيا، وهي الجامعة الوحيدة في أمريكا الشمالية في ذلك الوقت التي تضمنت اللغة اليديشية في برنامج الدراسات العليا وتحصل على درجة الماجستير، وأكملت درجة الدكتوراه من جامعة مكغيل عام 1969. وهي شقيقة ديفيد روسكيز، أستاذ الأدب اليديشي واليهودي في المدرسة اللاهوتية اليهودية.

## دعمها لإسرائيل
تعد روث ويس أحد أهم المدافعات عن إسرائيل في العالم الأكاديمي وفي وسائل الإعلام العالمية. وبرأيها فإن احتلال إسرائيل للمناطق في حرب الأيام الستة كان بسبب العدوان العربي، ومن غير الممكن قلب الأمور والادعاء بأن العدوان العربي نابع من احتلال المناطق. كما أنها عارضت وتعارض اتفاقات أوسلو وتدعي أنها "القرار الأكثر غباء في تاريخ البشرية. فهذه أول دولة في تاريخ البشرية تسلح أعداءها على أمل الحصول على الأمن من خلال ذلك. وهذا يدل فقط على عمق علم الأمراض."
وزعمت ضد صحيفة نيويوركر اليسارية، أن كتاباتها بشأن إسرائيل "ترويج للكراهية"، وفي الوقت نفسه أدانت النهج التصالحي المليء باللوم لليهود الذين لا يدافعون عن دولة إسرائيل، ومصالحهم كما تفعل. قارنت اليهود الناقدين من النوع الأخير في جانب معين، بيافسكتيا الجناح اليهودي للحزب الشيوعي السوفييتي. واتهمت المثقفين الإسرائيليين بخيانة الحقيقة، التي تنبع من المرض اليهودي المتمثل في جلد الذات. وتزعم أن كل ما يقوله اليسار الآن قاله اليهود قبل المحرقة.
في ردها على تعليق الرئيس الأمريكي جورج دبليو بوش على محاولة إسرائيل الفاشلة لاغتيال زعيم حماس عبد العزيز الرنتيسي، وأن مثل هذه الهجمات لا تساعد على استقرار الأمن الإسرائيلي وأن تؤدي هذه الضربة إلى تقويض المحاولات الرامية لحل "الدولتين" للأزمة الفلسطينية، كجزء من جهود الأوسع نطاقاً لنشر السلام في الشرق الأوسط. كتب مقالة بعنوان اليهود وأعداء اليهود نشر في 16 يونيو 2003 في صحيفة وول ستريت جورنال "أن الحرب العربية ضد إسرائيل لم تعد صراعاً إقليمياً، تماماً كما كانت الضربة التي وجهتها القاعدة إلى أميركا، ولم يعد من الممكن حل هذه الحرب من خلال "خريطة الطريق"، كما لم يعد من الممكن تهدئة المشاعر المعادية لأميركا من خلال التنازل عن جزء من الولايات المتحدة لجيب إسلامي. ومنذ اللحظة التي قبل فيها الزعماء اليهود خطة تقسيم فلسطين التي وضعتها الأمم المتحدة في عام 1947 ورفضها الحكام العرب، لم يعد الصراع العربي الإسرائيلي يشبه الصراعات الإقليمية التقليدية.
ومن المقارنة التي تجريها بين الأميركيين والإسرائيليين، يمكننا أن نعرف الكثير عن آرائها المتناقضة بين الأمريكيين والأسرائيلين فمرة ترى التشابه بينهما ومرة لا ترى هذا التشابه، قالت أن الأميركيين على عكس الإسرائيليين حيث لا يلوم الأميركيين أنفسهم. بعد 11 أيلول/سبتمبر، لم يتوقفوا ولو للحظة واحدة ليسألوا أنفسهم" ما الخطأ الذي ارتكبناه وأدى إلى هذا الإرهاب، لو أن إسرائيل تصرفت بهذه الطريقة أيضاً، لكان من الواجب على إسرائيل أن تطلب من العرب الاعتذار، وليس أن تعتذر لهم".
ووفقاً لتقرير نشرته صحيفة " ذا فوروارد " في مايو/أيار 2014 ، فهي لا ترى أي تكافؤ أخلاقي بين الجانبين العربي والإسرائيلي في الصراع في الشرق الأوس وأن انتقاد إسرائيل يكرر العادات الراسخة المتمثلة في التكيف مع الظروف اليهودية ولوم الذات"، لا يوجد شيء اسمه صراع عربي إسرائيلي ، ... هناك حرب عربية ضد إسرائيل، هناك حرب عربية ضد حق الشعب اليهودي في دولة.

## الجوائز
- 2000: جائزة الكتاب اليهودي الوطني في المنح الدراسية عن كتاب الكتاب اليهودي الحديث: رحلة عبر اللغة والثقافة.[13]
- 2007: الوسام الوطني للعلوم الإنسانية.
- 2021: حصلت على جائزة هرتزل من مؤتمر القيادة اليهودية.